# Alexandru Depărățeanu

Poezia Mamma, publicată în volumul Doruri și Amoruri, cu grafia intermediară chirilico-latină

Alexandru Depărățeanu (n. 25 februarie 1835, Deparați, județul Teleorman – d. 11 ianuarie 1865, București) a fost un poet, politician și dramaturg român.
Și-a făcut studiile în România și apoi în Franța, la Paris. Implicat în politică, a ajuns deputat în Camera care a urmat după lovitura de stat din 1864, dar a murit la scurt timp după aceea.

## Biografie
Pe lângă drama Grigore-Vodă a mai publicat o colecția de poezii Doruri și amoruri în 1861. Criticii literari consideră că, deși avea talent, nu a ajuns decât în faza de imitație a maeștrilor săi, printre care posibil Ion Heliade-Rădulescu, dar mai ales francezi. Influența acestora este evidentă în vocabularul întrebuințat, plin de neologisme care nu s-au păstrat și care îi fac versurile greu de înțeles pentru cititorul contemporan.
Depărățeanu este cunoscut astăzi mai ales prin „Vara la țară”, poezie postumă și care a ajuns de notorietate prin parodia lui George Topîrceanu „Al. Depărățeanu: Vara la țară...”, din ciclul Parodii originale (1916).

## Lucrări publicate
- Doruri și Amoruri de Alessandru Deparațianu, Bucuresci, Typographia Naționale a lui St. Rassidescu (tipărit cu grafia intermediară chirilico-latină), 1861
- Ciocoii vechi și ciocoii noi, broșură de opt pagini, 1861
- Grigore-Vodă (dramă), 1864

### Reeditări
- Alexandru Depărățeanu – Scrieri, 564 p., colecția Restitutio, Editura Minerva, București, 1980

## In memoriam
- Biblioteca orășenească Videle poartă din 1968 numele Alexandru Depărățeanu.[5]
- Școala gimnazială "Alexandru Depărățeanu" din Roșiorii de Vede[6]
- Strada Alexandru Depărățeanu din București[7]
- Strada Alexandru Depărățeanu din Ploiești[8]